# Campeonato Mundial de Vela de 2027
El VII Campeonato Mundial de Vela se celebrará en dos sedes: las clases de un tripulante en Fortaleza (Brasil) y las clases de dos tripulantes en Gdynia (Polonia) en el año 2027 bajo la organización de la Federación Internacional de Vela (ISAF), la Federación Brasileña de Vela y la Federación Polaca de Vela.
Inicialmente, las clases de un tripulante iban a disputarse en la ciudad española de Valencia, pero esta sede renunció a la organización del evento.

## Clases
Se competirá en las diez clases olímpicas vigentes (cuatro masculinas, cuatro femeninas y dos mixtas):
- En Fortaleza: Laser (masculino), Laser Radial (femenino), iQfoil (masculino y femenino) y Formula Kite (masculino y femenino).[1]
- En Gdynia: 49er (masculino), 49er FX (femenino), 470 (mixto) y Nacra 17 (mixto).[2]